# St. Johnstone Football Club 2012-2013
Questa voce raccoglie le informazioni riguardanti il St. Johnstone Football Club nelle competizioni ufficiali della stagione 2012-2013.

## Rosa
| N. |                             | Ruolo | Calciatore        |
| -- | --------------------------- | ----- | ----------------- |
| 1  | Irlanda del Nord (bandiera) | P     | Alan Mannus       |
| 2  | Scozia (bandiera)           | D     | Dave Mackay       |
| 3  | Scozia (bandiera)           | D     | Callum Davidson   |
| 4  | Irlanda (bandiera)          | C     | Patrick Cregg     |
| 5  | Scozia (bandiera)           | D     | Frazer Wright     |
| 6  | Scozia (bandiera)           | D     | Steven Anderson   |
| 7  | Scozia (bandiera)           | C     | Chris Millar      |
| 8  | Scozia (bandiera)           | C     | Murray Davidson   |
| 9  | Francia (bandiera)          | A     | Grégory Tadé      |
| 10 | Scozia (bandiera)           | C     | Liam Craig        |
| 11 | Paesi Bassi (bandiera)      | A     | Nigel Hasselbaink |
| 12 | Scozia (bandiera)           | C     | David Robertson   |
| 14 | Scozia (bandiera)           | C     | Kevin Moon        |

| N. |                             | Ruolo | Calciatore      |
| -- | --------------------------- | ----- | --------------- |
| 15 | Irlanda del Nord (bandiera) | P     | Jonathan Tuffey |
| 16 | Scozia (bandiera)           | A     | Craig Beattie   |
| 17 | Scozia (bandiera)           | A     | Steven MacLean  |
| 18 | Scozia (bandiera)           | D     | David McCracken |
| 19 | Scozia (bandiera)           | D     | Gary Miller     |
| 20 | Scozia (bandiera)           | C     | Jamie Adams     |
| 22 | Scozia (bandiera)           | C     | Peter Pawlett   |
| 23 | Inghilterra (bandiera)      | A     | Rowan Vine      |
| 26 | Scozia (bandiera)           | C     | Liam Caddis     |
| 30 | Scozia (bandiera)           | P     | Zander Clark    |
| 33 | Scozia (bandiera)           | D     | Tom Scobbie     |
|    | Galles (bandiera)           | C     | Michael Doughty |